# Rock Hard Power Spray
Rock Hard Power Spray är ett danskt hårdrocksband, grundat 2004 i Odense.

## Medlemmar
- Mattias Hundebøll – Sång och gitarr (2004 -)
- Frederik Valentin – Gitarr (2004 -)
- Ask Fogh – Bas (2004 -)
- Simon Andersen - Trummor (2004 -)

## Diskografi

### Album
- Commercial Suicide (2006)
- Trigger Nation (2008)

### DVD
- Rock'n'Fuck